# Rogério Araújo Mendonça

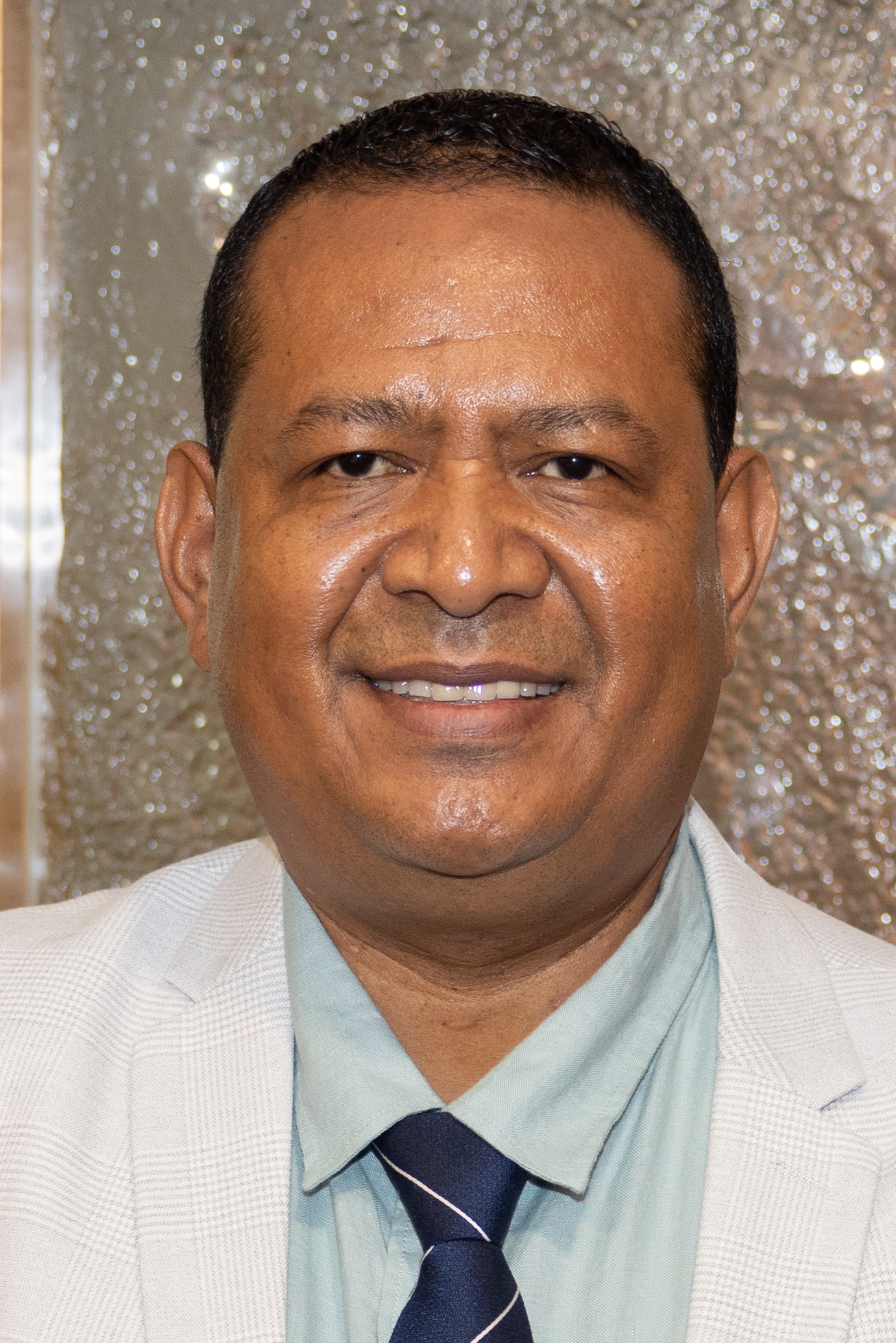

Rogério Araújo Mendonça ist ein osttimoresischer Politiker. Er stammt aus Fatumanaro (Gemeinde Aileu) und ist in Aileu der Koordinator der Partei Congresso Nacional da Reconstrução Timorense (CNRT).
Mendonça war 2015 Nationaldirektor für Verwaltung und Finanzen im Staatssekretariat für Beschäftigungspolitik und Berufsausbildung (SEFOPE). 2018 wurde er als Kompromissvorschlag im Streit um die Bildung der VIII. Regierung unter Premierminister Taur Matan Ruak ins Spiel gebracht. Er sollte Staatssekretär für Fischerei werden. Staatspräsident Francisco Guterres akzeptierte Mendonça als Vorschlag. Die Vereidigung als Staatssekretär sollte am 9. Juli 2018 stattfinden, fiel aber aus. Taur Matan Ruak hatte dafür dem Präsidenten „politische Gründen“ genannt.
Bei den Parlamentswahlen in Osttimor 2023 kandidierte Mendonça auf Platz 17 der CNRT-Liste und erhielt einen Sitz im Nationalparlament. Mit seiner Vereidigung am 1. Juli 2023 zum Staatssekretär für Berufsbildung und Beschäftigungspolitik im Ministerium für Handel und Industrie (MTCI) der IX. Regierung Osttimors von Premierminister Xanana Gusmão, musste Mendonça sein Abgeordnetenmandat verfassungsgemäß abgeben.